# Charles Chassé
Pour les articles homonymes, voir Chassé (homonymie).
Charles Chassé, né le 1er janvier 1883 à Quimper, mort le 30 mai 1965 à Neuilly-sur-Seine, écrivain et biographe français.

## Biographie
Né d'un père professeur de collège, il fait ses études à Vannes, puis à Rennes et enfin à la Sorbonne. Comme beaucoup d'écrivains, il débute dans la littérature et la poésie. Il publie ses premiers sonnets en 1906 dans l'Hermine de Bretagne. Reçu à l'agrégation d'anglais en 1910, il enseigne à Nimes puis à Avignon où il se marie avec une jeune fille de Bollène. Nommé à Brest en 1911, il s'intéresse à Mallarmé et Mistral.
Mobilisé en 1914 au 19e RI, il sera fait prisonnier à Cassel en Allemagne de mai 1918 à janvier 1919. Après la guerre, il enseignera à l'École navale, puis au lycée Pasteur de Neuilly.
De 1928 à 1932, il représente l'université de New York auprès de la Sorbonne et de l'École du Louvre comme secrétaire général de la "Paris School of New York University". Il prend sa retraite de professeur en 1943.
Que ce soit en tant qu'écrivain, journaliste ou critique, il a énormément écrit. Il était curieux de tout et de l'inhabituel et du mystérieux en particulier : l'argot, les amours de Napoléon, les religions, l'humour, la sorcellerie, l'affaire Seznec, l'Ankou, etc. En plus de grandes études littéraires qui lui ont pris des années de travail, il a publié des ouvrages sur certains de ces sujets. En un mot, on peut le considérer comme un humaniste du XXe siècle.
On lui doit notamment :
- Napoléon par les écrivains, Paris, Hachette, 1921 ;
- Sous le masque d'Alfred Jarry, les sources d'Ubu-Roi, Paris, Floury, 1922 ;
- Gauguin et son temps, Paris, Bibliothèque des Arts, 1963.

L’Académie française lui décerne le prix Langlois en 1944 pour sa traduction du Parfait Pêcheur à la ligne de Izaac Walton.
Il a collaboré à plusieurs journaux tels que le Figaro, la Dépêche de Brest, le Télégramme, l'Est républicain et écrit dans de nombreuses revues dont Historia, le Figaro littéraire, la Revue des Deux Mondes, Connaissance des Arts, etc.
À sa mort, en 1965, il a légué aux Archives départementales du Finistère tous les documents qu'il avait amassé au cours de sa vie de fureteur : lettres, coupures de journaux, numéros de revues, notes manuscrites, etc. Ces dossiers représentent pas moins de 26 mètres linéaires.
Il est inhumé au cimetière nouveau de Neuilly-sur-Seine (division 15).

### Postérité
Des rues portent son nom à Rennes, Quimper et Brest.